# 尚帕尼亚克-拉普吕讷
尚帕尼亚克-拉普吕讷（法語：Champagnac-la-Prune，法語發音：[ʃɑ̃paɲak la pʁyn]）是法国科雷兹省的一个市镇，属于蒂勒区。该市镇总面积13.27平方公里，2009年时的人口为163人。

## 人口
尚帕尼亚克-拉普吕讷人口变化图示